# Rolando Damiani
Rolando Damiani (Venezia, 1949) è un critico letterario, traduttore e italianista italiano.

## Biografia

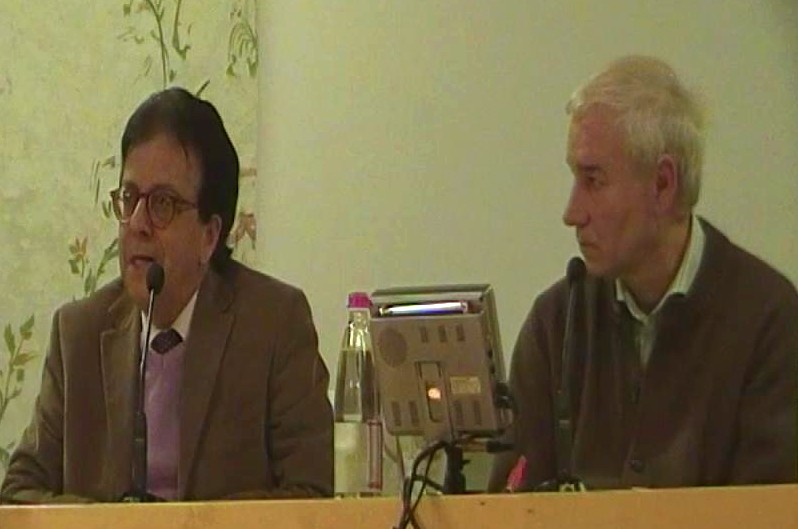
Rolando Damiani col poeta Luciano Cecchinel a Conegliano.

Rolando Damiani ha insegnato letteratura comparata all'Università di Padova e tenuto i corsi di letteratura italiana e critica letteraria all'Università Ca' Foscari di Venezia.
Come autore è ricordato per gli importanti lavori su Giacomo Leopardi, come All'apparir del vero (2002) e Leopardi e il principio di inutilità (2000); del poeta recanatese ha anche curato l'edizione delle Prose (1988), dell'Album, dello Zibaldone (2003) e delle Lettere per la collana I Meridiani della Arnoldo Mondadori Editore.
Cultore anche di letteratura italiana delle origini e di letteratura novecentesca, ha pubblicato numerosi saggi e curato edizioni di opere di autori come Giovanni Comisso e Giovanni Arpino (sempre per I Meridiani). Per Adelphi e Bompiani ha tradotto, tra gli altri, René Girard, Georges Roditi, Driss Chraïbi, Sony Labou Tansi.
Da decenni collabora con Il Gazzettino con articoli riguardanti soprattutto esponenti della letteratura e della filosofia mondiale, come Leopardi, Nietzsche, Stevenson, Borges, Cioran. Ha inoltre intervistato alcuni protagonisti della scena culturale contemporanea, tra i quali si ricordano Jacques Derrida, John Cage, Karlheinz Stockhausen, Mario Luzi, Harold Bloom, Adonis.
Da anni è membro della commissione del Premio letterario Comisso e del Premio di poesia Mario Bernardi, in qualità di giurato. È inoltre socio ordinario dell'Accademia Olimpica.

## Opere
2023
- Barbarie e civiltà nella concezione di Leopardi, Mimesis

2021
- Da Leopardi ad Artaud. Una costellazione di letteratura assoluta, Ed.Longo Angelo

2014
- Rolando Damiani L'ordine dei fati e altri argomenti della "religione" di Leopardi , Ravenna, Angelo Longo Editore, vol. 1, pp. 150–150 (ISBN 978-88-8063-778-3) (Monografia o trattato scientifico)
- R. Damiani Zibaldone , Milano, ARNOLDO MONDADORI EDITORE, vol. 3, pp. 1–4617 (ISBN 978-88-04-64124-7) (Commento scientifico)
- Rolando Damiani Pensiero scientifico e poteri dell'immaginazione nella Storia dell'astronomia del giovane Leopardi in IL LETTORE DI PROVINCIA, vol. XLIV, pp. 9–16 (ISSN 0024-1350) (Articolo su rivista)
- R. Damiani Carlo della Corte poeta 'irregolare'. Dai "Versi incivili" alla "Piccola teologia" in Autori vari, "Una raffinata ragnatela". Carlo della Corte tra letteratura e giornalismo nel secondo Novecento italiano, Venezia, Edizioni Ca' Foscari , vol. 1, pp. 159–170, Convegno: "Una raffinata ragnatela" Carlo della Corte tra letteratura e giornalismo nel secondo Novecento italiano, 5 dicembre 2012 (ISBN 978-88-97735-70-0) (Articolo in Atti di convegno) abstract
- Rolando Damiani Leopardi e la Crusca , La nascita del Vocabolario, Padova, Esedra editrice, pp. 155–169, Convegno: Per i quattrocento anni del Vocabolario della Crusca, 12-13 marzo 2013 (ISBN 88-6058-051-X) (Articolo in Atti di convegno)

2013
- R. Damiani Gesù Cristo e l'annunciazione del "mondo nemico del bene". Sulla religione di Leopardi. , I volti moderni di Gesù. Arte Filosofia Storia, Macerata, Quodlibet, vol. 1, pp. 141–158 (ISBN 978-88-7462-489-8) (Articolo su libro)
- R. Damiani Lettura del "Prete bello" di Goffredo Parise in Antonio Daniele, Gli scrittori vicentini e la lingua italiana, Vicenza, Accademia Olimpica, vol. 1, pp. 165–176, Convegno: Gli scrittori vicentini e la lingua italiana, 15-16 settembre 2011 (ISBN 978-88-7871-117-4) (Articolo in Atti di convegno)

2012
- Damiani R. Silvia, te souvient-il? , Paris, Allia Editions, vol. 1, pp. 1–430 (ISBN 978-2-84485-550-3) (Monografia o trattato scientifico) abstract
- Damiani R. Giovanni Arpino "chicco individuo" in PRETESTI, vol. giugno 2012, pp. 12–18 (Articolo su rivista)
URL correlato
- DAMIANI ROLANDO Dal Paese della politica all'Impero dell'iki in Fernando Bandini, Goffredo Parise a vent'anni dalla morte, Vicenza, Accademia Olimpica - Vicenza, vol. 1, pp. 71–90, Convegno: Goffredo Parise a vent'anni dalla morte, 7 dicembre 2006 (ISBN 978-88-7871-104-4) (Articolo in Atti di convegno)

2011
- Rolando Damiani Zibaldone , Milano, ARNOLDO MONDADORI EDITORE, vol. 3, pp. 1–4618 (ISBN 88-04-40789-1)(Commento scientifico)
- Rolando Damiani Irène Némirovsky e l'ebraismo in Isabella Adinolfi, Dopo la Shoah in Studi storici Carocci, Firenze, Carocci, vol. 1, pp. 289–302 (ISBN 978-88-430-5739-9) (Articolo su libro)
- Damiani R. Vita agonica di Ivan Il'ic in Isabella Adinolfi, Bruna Bianchi, "Fa' quel che devi, accada quel che può". Arte, pensiero, influenza di Lev Tolstoj in Studia Humaniora. Collana di studi e ricerche, Napoli, Orthotes Editrice, vol. 1, pp. 55–70 (ISBN 978-88-905619-9-3) (Articolo su libro)
- Damiani Rolando Quarantotti Gambini a Manhattan nel 1939 in Daniela Picamus, Il tempo fa crescere tutto ciò che non distrugge in Biblioterca della "Rivista di Letteratura italiana", Roma, Fabrizio Serra, vol. 1, pp. 41–58, Convegno: L'opera di Pier Antonio Quarantotti Gambini nei suoi aspetti letterari ed editoriali, 15-16 aprile 2010 (ISBN 978-88-6227-430-2) (Articolo in Atti di convegno)

2010
- Rolando Damiani Opere , Milano, ARNOLDO MONDADORI EDITORE, vol. 1, pp. 1–1804 (ISBN 978-88-04-50321-7)(Commento scientifico)
- Damiani R. Leopardi e il "vuoto dell'anima" in I. Adinolfi, M. Galzigna, Derive. Figure della soggettività, Milano, Mimesis, vol. 1, pp. 119–131 (ISBN 978-88-575-0135-2) (Articolo su libro)
- Damiani R. L'antropologia perenne di Giacomo Leopardi in C. Gaiardoni, La prospettiva antropologica nel pensiero e nella poesia di Giacomo Leopardi, Firenze, Olschki, vol. 1, pp. 75–86, Convegno: La prospettiva antropologica nel pensiero e nella poesia di Giacomo Leopardi, 23-26 settembre 2008 (ISBN 978-88-222-6004-8) (Articolo in Atti di convegno)

2009
- Rolando Damiani Opere scelte , Milano, ARNOLDO MONDADORI EDITORE, vol. 1, pp. 1–1908 (ISBN 978-88-04-52643-8)(Commento scientifico)
- Rolando Damiani Prose , Milano, ARNOLDO MONDADORI EDITORE, vol. 1, pp. 1–1506 (ISBN 88-04-30455-3) (Commento scientifico)
- Damiani R. Spunti ermeneutici per il libro leopardiano delle "Lettere" in IL LETTORE DI PROVINCIA, vol. 130, pp. 39–45 (ISSN 0024-1350) (Articolo su rivista)
- Damiani R. La sfida di Noventa a Montale in Antonio Daniele, Giacomo Noventa in Filologia veneta. Testi e studi, Padova, Esedra, vol. 1, pp. 90–100 (ISBN 978-88-6058-091-7) (Articolo su libro)

2007
- DAMIANI R. La questione del bello ideale fra Giordani e Leopardi in AUTORI VARI, La gloria di Canova, BASSANO, Istituto di ricerca per gli studi su Canova e il N (Articolo su libro) abstract

2006
- DAMIANI R. Giacomo Leopardi, Lettere , MILANO, Mondadori, vol. 1, pp. I-XCL-1766 (ISBN 978-88-04-52180-8) (Monografia o trattato scientifico) abstract
- R. Damiani Giuseppe Sinopoli: gli anni di formazione in S. Cappelletto, N. Panzera, Giuseppe Sinopoli. La musica degli affetti, Taormina, Editrice Taormina Arte, pp. 11–16, Convegno: Giuseppe Sinopoli. La musica degli affetti, 15-16 ottobre 2005 (Articolo in Atti di convegno)
- (a cura di) DAMIANI R. Lettere in GIACOMO LEOPARDI in i Meridiani, MILANO, Mondadori, vol. 1, pp. I-XCVI-1766 (ISBN 978-88-04-52180-8) (Curatela) abstract
- (a cura di) DAMIANI R. Prose in G. LEOPARDI in Collezione i Meridiani, MILANO, Mondadori, pp. I-XIV-1504 (ISBN 978-88-04-30455-5) (Curatela) abstract

2005
- DAMIANI R. Carlo della Corte, suppongo in AA.VV., Amor di cinema, VENEZIA, Quaderni della Videoteca Pasinetti (ISBN 978-88-86374-03-3) (Articolo su libro)
- (a cura di) DAMIANI R. Opere scelte in G. ARPINO in i Meridiani, MILANO, Mondadori, pp. 1–1908 (ISBN 978-88-04-52643-8)(Curatela) abstract

2004
- DAMIANI R. Gli dei "meravigliosi" nelle fabulae secentesche in AA. VV., Dei ed eroi del barocco veneziano, CATANIA, Maimone (ISBN 978-88-7751-220-8) (Articolo su libro)

2003
- (a cura di) R. Damiani Zibaldone in Giacomo Leopardi in I Meridiani, Milano, Mondadori (ISBN 978-88-04-40789-8) (Curatela)
- DAMIANI R. G. Leopardi, Zibaldone , vol. 3, pp. 1–4700 (Altro)

2002
- DAMIANI R. All'apparir del vero. Vita di Giacomo Leopardi , MILANO, Mondadori, vol. 1, pp. 1–550 (Monografia o trattato scientifico)
- Rolando Damiani G. Comisso, Opere , Milano, ARNOLDO MONDADORI EDITORE, vol. 1, pp. 1–1804 (ISBN 978-88-04-50321-7) (Commento scientifico)
- R. Damiani Sommario novecentesco di letteratura del Nord-est in QUADERNI VENETI, vol. 35, pp. 129–146 (ISSN 0394-2694) (Articolo su rivista)
- R. Damiani La dama del cuore in Giacomo da Lentini in Rossend Arqués, La poesia di Giacomo da Lentini. Scienza e filosofia nel XIII secolo in Sicilia e nel Mediterraneo occidentale, Palermo, Centro di studi filologici e linguistici siciliani, pp. 205–214, Convegno: La poesia di Giacomo da Lentini. Scienza e filosofia nel XIII secolo in Sicilia e nel Mediterraneo occidentale, 16-18, 23-24 ottobre 1997 (Articolo in Atti di convegno)

2001
- R. Damiani Berlioz interprete di Goethe e di Shakespeare in Autori vari, Il teatro immaginario di Berlioz, Venezia, Fondazione Teatro La Fenice, pp. 39–50 (Articolo su libro)
- R. Damiani La Milano culturale di Carlo Evasio Soliva in Stefano Baldi, Soliva musicista europeo (1791-1853). Atti del Convegno internazionale, Torino, Istituto per i Beni Musicali in Piemonte, pp. 56–63, Convegno: Soliva musicista europeo, 26-27 novembre 1999 (Articolo in Atti di convegno)

2000
- R. Damiani Approssimazioni e distanze. Un decennio di letteratura , Bari, Ladisa (ISBN 88-7290-116-2) (Monografia o trattato scientifico)
- Damiani R. Leopardi e il principio di inutilità , Ravenna, Longo (ISBN 88-8063-243-4) (Monografia o trattato scientifico)

1999
- Damiani R. Carlo Vidua riformatore della cultura italiana del primo Ottocento in LETTERE ITALIANE, vol. 51, pp. 272–280 (ISSN 0024-1334) (Articolo su rivista)
- R. Damiani Un amico e un nemico di Leopardi: Antonio Papadopoli e Niccolò Tommaseo in M.A. Rigoni, Leopardi e l'età romantica, Venezia, Marsilio, pp. 277–296, Convegno: Leopardi e l'età romantica, 6-8 maggio 1998 (ISBN 88-317-7303-8)(Articolo in Atti di convegno)

1998
- R. Damiani Album Leopardi , Milano, ARNOLDO MONDADORI EDITORE (ISBN 88-04-36905-1) (Monografia o trattato scientifico)
- Damiani R. Leopardi e Napoli. 1833-1837 , Napoli, Procaccini (ISBN 978-88-8409-206-9) (Monografia o trattato scientifico)

1996
- R. Damiani Delle cose nascoste sin dalla fondazione del mondo , Milano, Adelphi (ISBN 978-88-459-1217-7) (Traduzione di Libro)

1994
- Damiani R. L'impero della ragione. Studi leopardiani , Ravenna, Longo (ISBN 88-8063-015-6) (Monografia o trattato scientifico)
- R. Damiani Luigi Meneghello: dalla parola al racconto , Omaggio a Meneghello, Rende, Centro editoriale e librario Università degli studi della Calabria, pp. 25–32 (ISBN 88-86067-16-X) (Articolo su libro)
- R. Damiani Psicosomatica leopardiana in Fabio Rosa, "Il mio nome è sofferenza". Le forme e le rappresentazioni del dolore. Atti del Seminario di Antropologia letteraria, Trento, Editrice Università degli Studi di Trento, pp. 243–255, Convegno: "Il mio nome è sofferenza". Le forme e le rappresentazioni del dolore, 30 marzo - 1º aprile 1992 (ISBN 88-86135-14-9) (Articolo in Atti di convegno)

1992
- R. Damiani L'angelo di Leopardi in Fabio Rosa, L'angelo dell'immaginazione. Atti del Convegno interdisciplinare di Antropologia letteraria, Trento, Editrice Università degli Studi di Trento, pp. 257–265, Convegno: L'angelo dell'immaginazione. Convegno interdisciplinare di Antropologia letteraria, 21 marzo - 25 aprile 1991 (Articolo in Atti di convegno)

1991
- Damiani R. Motivi amorosi e gnomici nei poeti trevigiani del primo Trecento in LETTERE ITALIANE, vol. 43, pp. 27–41 (ISSN 0024-1334) (Articolo su rivista)
- Damiani R. Noventa e Montale tra reciproci malintesi in LETTERE ITALIANE, vol. 43, pp. 413–421 (ISSN 0024-1334)(Articolo su rivista)

1990
- R. Damiani Comisso attraverso il tempo in Nico Naldini, Comisso contemporaneo, Treviso, Edizioni del Premio Comisso, pp. 117–132, Convegno: Comisso contemporaneo, 29-30 settembre 1989 (Articolo in Atti di convegno)

1988
- R. Damiani La complicità di una comune origine. In margine al carteggio tra Giacomo e Monaldo Leopardi in LETTERE ITALIANE, vol. 40, pp. 402–414 (ISSN 0024-1334) (Articolo su rivista)

1987
- R. Damiani Nuovi mondi nuove stelle , Milano, Edizioni Angelo Guerini e Associati SpA (ISBN 88-7802-005-2) (Monografia o trattato scientifico)
- R. Damiani Roberto Bazlen scrittore di nessun libro in STUDI NOVECENTESCHI, vol. 14, pp. 73–91 (ISSN 0303-4615)(Articolo su rivista)
- Damiani R. Fortuna e scienza nei "Commentarii" del Piccolomini , Studi in onore di Vittorio Zaccaria, Milano, Unicopli, vol. 1, pp. 189–198 (ISBN 88-7061-656-8) (Articolo su libro)

1986
- R. Damiani Calvino, Italo in V. Branca, A. Balduino, M. Pastore Stocchi, M. Pecoraro, Dizionario critico della letteratura italiana, Torino, UTET, vol. 1, pp. 463–469 (ISBN 88-02-04018-4) (Voce in dizionario/enciclopedia)
- R. Damiani Meneghello, Luigi in V. Branca, A. Balduino, M. Pastore Stocchi, M. Pecoraro, Dizionario critico della letteratura italiana, Torino, UTET, vol. 3, pp. 155–156 (ISBN 88-02-04018-4) (Voce in dizionario/enciclopedia)
- R. Damiani Rigoni Stern, Mario in V. Branca, A. Balduino, M. Pastore Stocchi, M. Pecoraro, Dizionario critico della letteratura italiana, Torino, UTET, vol. 3, pp. 612–613 (ISBN 88-02-04018-4) (Voce in dizionario/enciclopedia)
- R. Damiani Vigevani, Alberto in V. Branca, A. Balduino, M. Pastore Stocchi, M. Pecoraro, Dizionario critico della letteratura italiana, Torino, UTET , vol. 4, pp. 440–442 (ISBN 88-02-04018-4) (Voce in dizionario/enciclopedia)

1985
- (a cura di) R. Damiani Lo spirito di perfezione in Georges Roditi, Milano, BOMPIANI (ISBN 88-452-1188-6) (Curatela)

1983
- R. Damiani La replicazione del viso amato in due sonetti di Giacomo da Lentini , Miscellanea di studi in onore di Vittore Branca, Firenze, Olschki, vol. 1, pp. 79–93 (ISBN 978-88-222-3165-9) (Articolo su libro)

1980
- R. Damiani Su una lettera di Campanella a Galileo in Autori vari, Ventitré aneddoti, Vicenza, NERI POZZA, pp. 55–60 (ISBN 88-7305-282-7) (Articolo su libro)

1978
- Damiani R. Rassegna campanelliana in LETTERE ITALIANE, vol. 30, pp. 546–565 (ISSN 0024-1334) (Articolo su rivista)

1975
- R. Damiani La rima facile, la vita difficile in STUDI NOVECENTESCHI, vol. 2, pp. 155–165 (ISSN 0303-4615) (Articolo su rivista)